# Si me llevas contigo
Si me llevas contigo es el quinto álbum de estudio de la cantante mexicana Gloria Trevi. Editado bajo la firma BMG Ariola en México el 13 de noviembre de 1995 y posteriormente, en Estados Unidos y Puerto Rico, el 5 de diciembre del mismo año. El material fue grabado entre los meses de junio y septiembre de 1995 en los estudios Sky Line Music de Los Ángeles, California; y en Rosedal de Cuernavaca, Morelos. Fue el último disco de Trevi producido por Sergio Andrade y su última producción musical en los 90, siendo su álbum menos vendido durante la década con apenas 1.500.000 millones de copias.

## Producción
El productor Sergio Andrade se encargó de la realización y dirección de este proyecto en el que colaboró con Trevi por quinta vez consecutiva. Las sesiones de grabación de Si me llevas contigo se llevaron a cabo en un estudio montado por Sergio en la casa de la cantante Mary Boquitas (Raquenel) quien en esa época era corista de Trevi.
En una entrevista publicada en 1995, Trevi confesó que durante todos esos años estuvo perdida, al borde mismo de la locura. «Mientras escribía las canciones del disco, pasé por una etapa muy depresiva, en la que me sentí muy abandonada por mi familia y, además, me encontraba sin pareja y, para colmo, mi vecino, que no sabe que vivo atrás de su casa, envenenó a mis dos perritos. En fin, todo eso me hizo sentirme muy deprimida». De sus problemas personales surgieron las diez composiciones bajo su autoría que forman el álbum más personal de su carrera. Nuevamente incluye temas que dieron mucho de qué hablar como la homosexualidad, los votos de castidad en la iglesia, crisis económicas y corrupción política. Al igual que sus anteriores trabajos, recibió severas críticas y censura por parte de los medios.

## Promoción
La cantante atravesaba una etapa de baja popularidad desde el fracaso comercial de su tercer largometraje, Una papa sin cátsup, estrenado el 5 de julio de 1995. La campaña promocional de Si me llevas contigo incluía presentaciones en programas televisivos como Siempre en domingo y Sábado Gigante; pero al igual que varios proyectos, se vieron truncados cuando su productor y representante fue diagnosticado de "cáncer". Entre los planes que se cancelaron, destaca la telenovela que protagonizaría la cantante titulada: Gloria de los Ángeles, bajo la producción e inversión de Andrade, y que se transmitiría por TV Azteca.
Los únicos cortes promocionales que se desprendieron del disco fueron "Ella que nunca fue ella" y "Si me llevas contigo...", baladas que tuvieron éxito moderado en radio a pesar de su ausencia en los canales de música ya que no contaron con videoclip promocional. El tercer sencillo, "Lloran mis muñecas", fue censurado por relatar un suicidio.
Gloria Trevi sufrió el veto por negarle su exclusividad a Televisa, quien postergó la presentación del álbum, cuando su promotora vendió los derechos de dos de sus programas realizados durante las sesiones fotográficas de sus calendarios '95 y '96 a la competencia, TV Azteca. Este motivo ocasionó que dejara de aparecer en la cadena y la ruptura con la red televisora afectó de manera significativa las ventas de Si me llevas contigo.
En marzo de 1996, Trevi anunció su retiro en una conferencia de prensa debido a la enfermedad de su representante. Afirmó que ofrecería dos últimas presentaciones los días 16 y 17 de marzo en el Auditorio Nacional y que no volvería a cantar sobre un escenario hasta que su mánager se recuperara de la grave enfermedad. El segundo concierto realizado el 17 de marzo fue transmitido por la señal de TV Azteca a nivel nacional.
A pesar de las negociaciones que tuvo con TV Azteca, Gloria regresó con Televisa al firmar un contrato multimillonario por 6 años de exclusividad con la empresa. El primer proyecto lanzado a través del Canal de las Estrellas fue XE-TU Remix (al aire del 16 de septiembre de 1996 al 3 de enero de 1997) con más críticas que halagos a su manera de conducir. Después de este nuevo tropiezo en su carrera, se retiró definitivamente de los escenarios.

## Lista de canciones
| Si Me Llevas Contigo |                                 |                |          |  |
| N.º                  | Título                          | Escritor(es)   | Duración |  |
| 1.                   | «El Fin Del Mundo»              | Gloria Treviño | 3:13     |  |
| 2.                   | «Si Me Llevas Contigo»          | Treviño        | 3:30     |  |
| 3.                   | «Colapso Financiero»            | Treviño        | 2:54     |  |
| 4.                   | «Ella Que Nunca Fue Ella»       | Treviño        | 3:45     |  |
| 5.                   | «El Curita, La Niña y La Loca»  | Treviño        | 4:12     |  |
| 6.                   | «Los Perros Tristes»            | Treviño        | 3:55     |  |
| 7.                   | «Me Estoy Rompiendo En Pedazos» | Treviño        | 3:47     |  |
| 8.                   | «No, No Quiero»                 | Treviño        | 3:40     |  |
| 9.                   | «Lloran Mis Muñecas»            | Treviño        | 3:33     |  |
| 10.                  | «Soñando»                       | Treviño        | 4:27     |  |